# Tristão Guedes Correia de Queirós

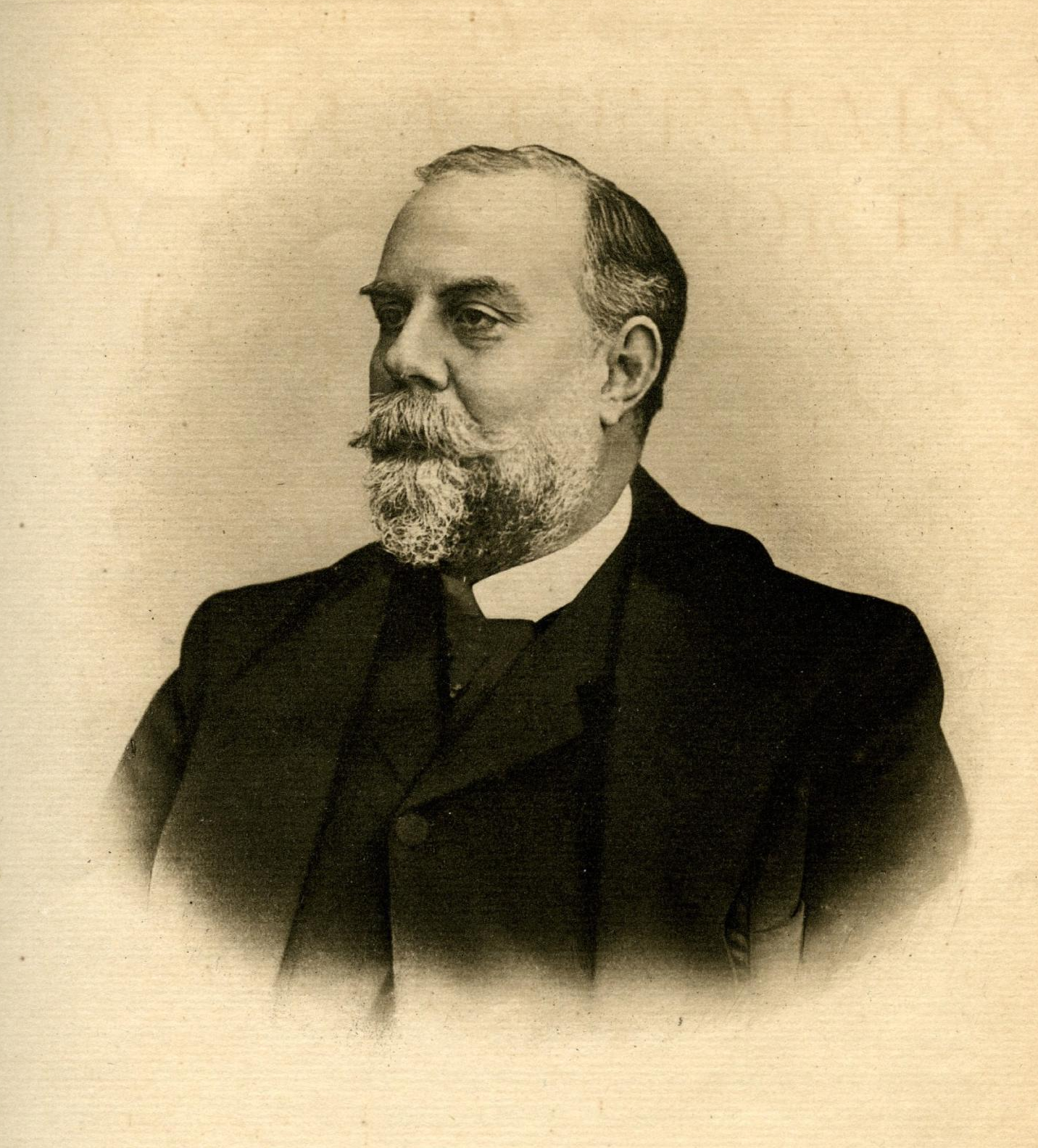
O Marquês da Foz

Tristão Guedes Correia de Queirós, nascido em 1849, foi o 1.º Marquês e 2.º Conde da Foz. Contribuiu para a construção das linhas férreas em Portugal e ficou conhecido pelo fausto das festas que dava no seu grande palácio sito nos Restauradores, em Lisboa, que anteriormente pertencera aos Marqueses de Castelo Melhor. Correia de Queirós era um grande coleccionador de objectos de arte e recebeu o título de Marquês da Foz em 14-11-1901. O título foi outorgado em vida do 1º titular por D. Carlos I, rei de Portugal. O título de Marquês da Foz veio a ser renovado 2 vezes.

## Marqueses da Foz
1. Tristão Guedes Correia de Queirós (1849-1917), 2.º conde da Foz

Após a Implantação da República e o fim do sistema nobiliárquico, foram pretendentes ao título Tristão Guedes Cabral Correia de Queirós (1903-1984) e, atualmente, Jacinto Brandão de Melo de Magalhães Guedes de Queirós (1931-).